# Spitzenschuh

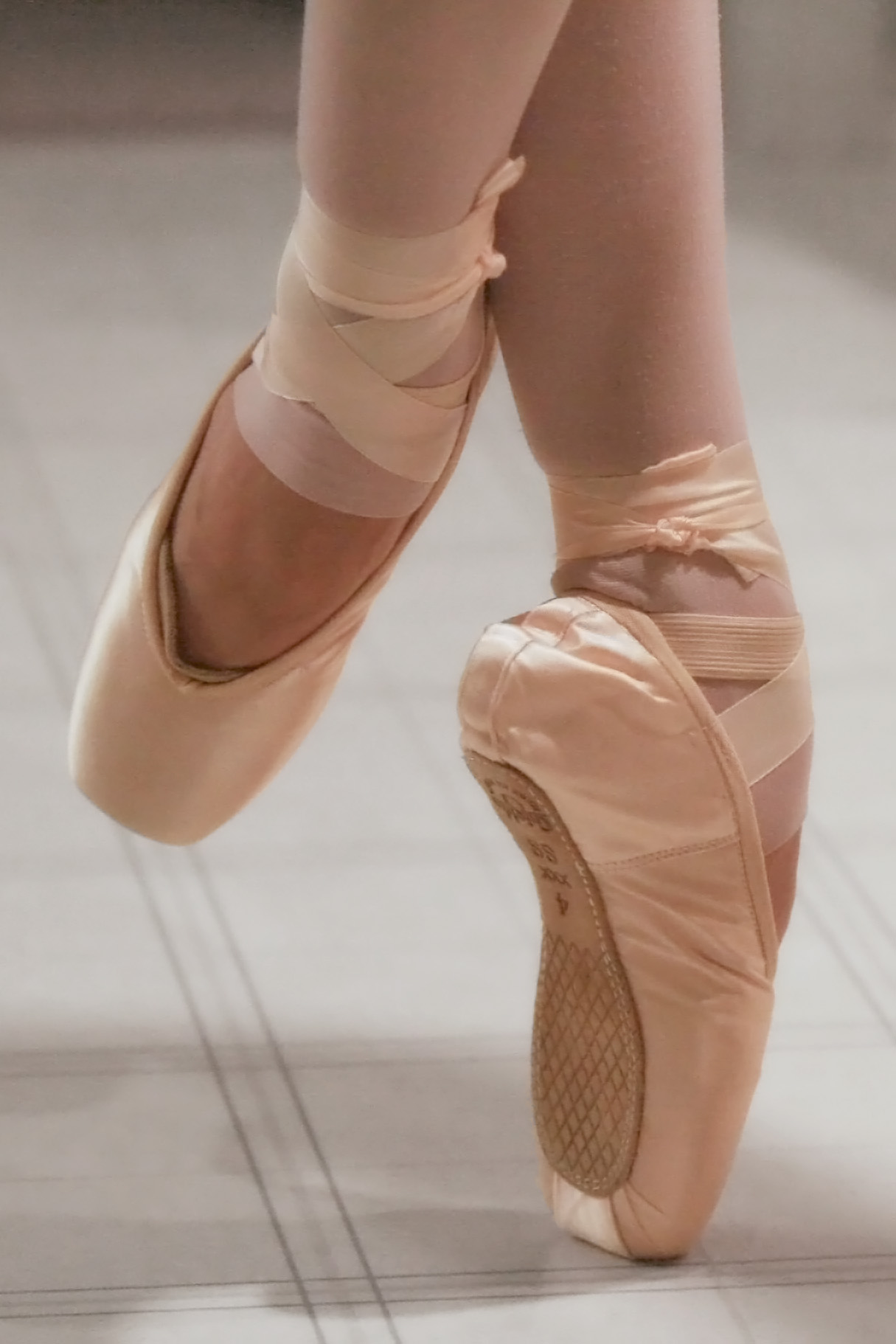

Als Spitzenschuhe (franz. pointes, engl. pointe shoes) werden speziell für das Ballett gefertigte Tanzschuhe bezeichnet, die es erlauben, vorne auf den Zehenspitzen zu tanzen. Spitzenschuhe werden nahezu ausschließlich von Frauen getragen. Aufgrund ihrer Machart haben sie nur eine geringe Lebensspanne und müssen – abhängig von Modell, Fußform und Tanzstil – bereits nach wenigen Stunden des Tragens ausgetauscht werden. Entgegen dem landläufigen Irrtum besteht ihr versteifter Vorderteil („Box“) nicht aus Holz, Gips oder gar Beton, sondern traditionell aus fest miteinander verpressten und verklebten Schichten Stoff oder Papier. Die meisten Spitzenschuhe sind nach wie vor mit Satin in hellrosa Farbe überzogen, einige Hersteller bieten mittlerweile jedoch auch verschiedene Brauntöne für Tänzerinnen mit dunklerer Hautfarbe an.
Der Spitzentanz erfordert viel Kraft und eine ausgefeilte Technik, die nur durch mehrjähriges intensives Training unter Anleitung einer fachkundigen Lehrperson zu erreichen ist. Der Versuch ohne Vorkenntnisse und ohne fachkundige Anleitung auf Spitze zu stehen oder gar zu tanzen, birgt eine enorme Verletzungsgefahr, da dabei ein Vielfaches des eigenen Körpergewichts in vollkommen unnatürlicher Haltung auf Knochen und Gelenken des Fußes lastet. Für Kinder ist Spitzentraining prinzipiell abzulehnen, da es bei den noch weichen Kinderknochen zu dauerhaften Verformungen und Schäden kommen kann. Das frühestmögliche Einstiegsalter wird meist mit etwa 12 Jahren angegeben, kann individuell jedoch stark variieren.

## Aufbau
Moderne Spitzenschuhe sind so konstruiert, dass sie die enorme Last des Körpergewichts einigermaßen gleichmäßig auf den Vorfuß verteilen, was ein längeres und halbwegs schmerzfreies Tanzen auf Spitze überhaupt erst möglich macht. Die wichtigsten Bestandteile sind dabei die Box und die unelastische Innensohle. Bei der Box handelt es sich um den versteiften Vorderteil des Schuhs, der traditionell aus fest verpressten und verklebten Schichten aus Stoff oder Papier besteht, heute gelegentlich auch aus Kunststoff, und die Zehen der Tänzerin fest umschließt. Die Vorderseite der Box ist dabei so abgeflacht, dass eine ebene Standfläche entsteht. Die Innensohle kann aus diversen steifen Materialien bestehen, so etwa Leder, Karton, Kunstharz oder verklebten Stoffschichten, und dient der Stützung des Fußgewölbes. Einige Modelle besitzen nur eine halbe Innensohle, die kaum höher als die Box reicht, bei anderen reicht sie bis zur Ferse. Außen sind Spitzenschuhe meist mit Satin, seltener mit Leinen überzogen, innen mit Stoff ausgekleidet. Die gelegentlich zweigeteilte Außensohle besteht aus Leder.
 

Spitzenschuhe haben von Haus aus keine Rechts-Links-Unterscheidung, diese ergibt sich erst beim Tragen. Die meisten Spitzenschuhe werden immer noch von Hand gefertigt, weshalb selbst bei identischen Modellen kleine Abweichungen auftreten können.

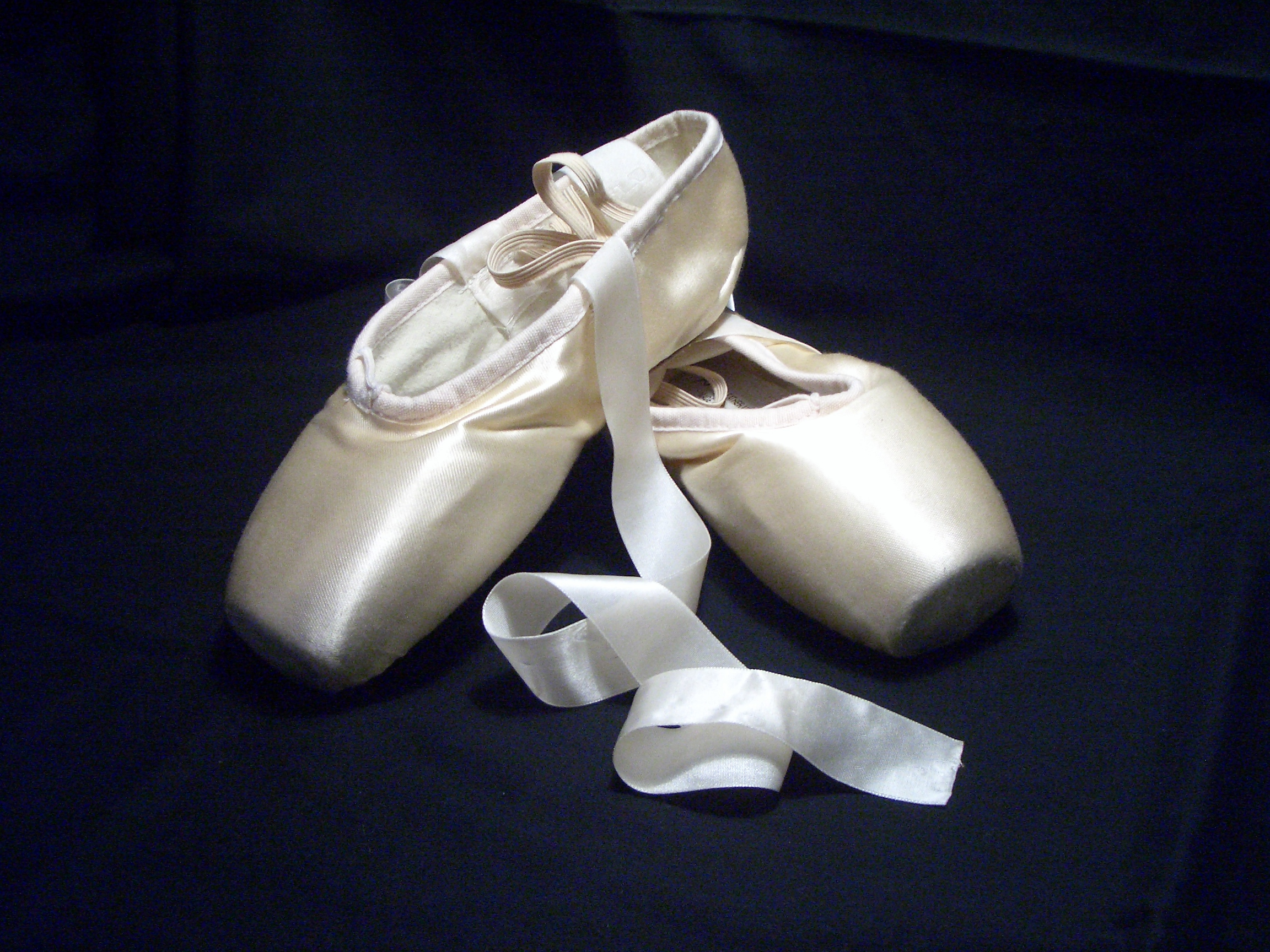
Neue, noch ungetanzte Spitzenschuhe
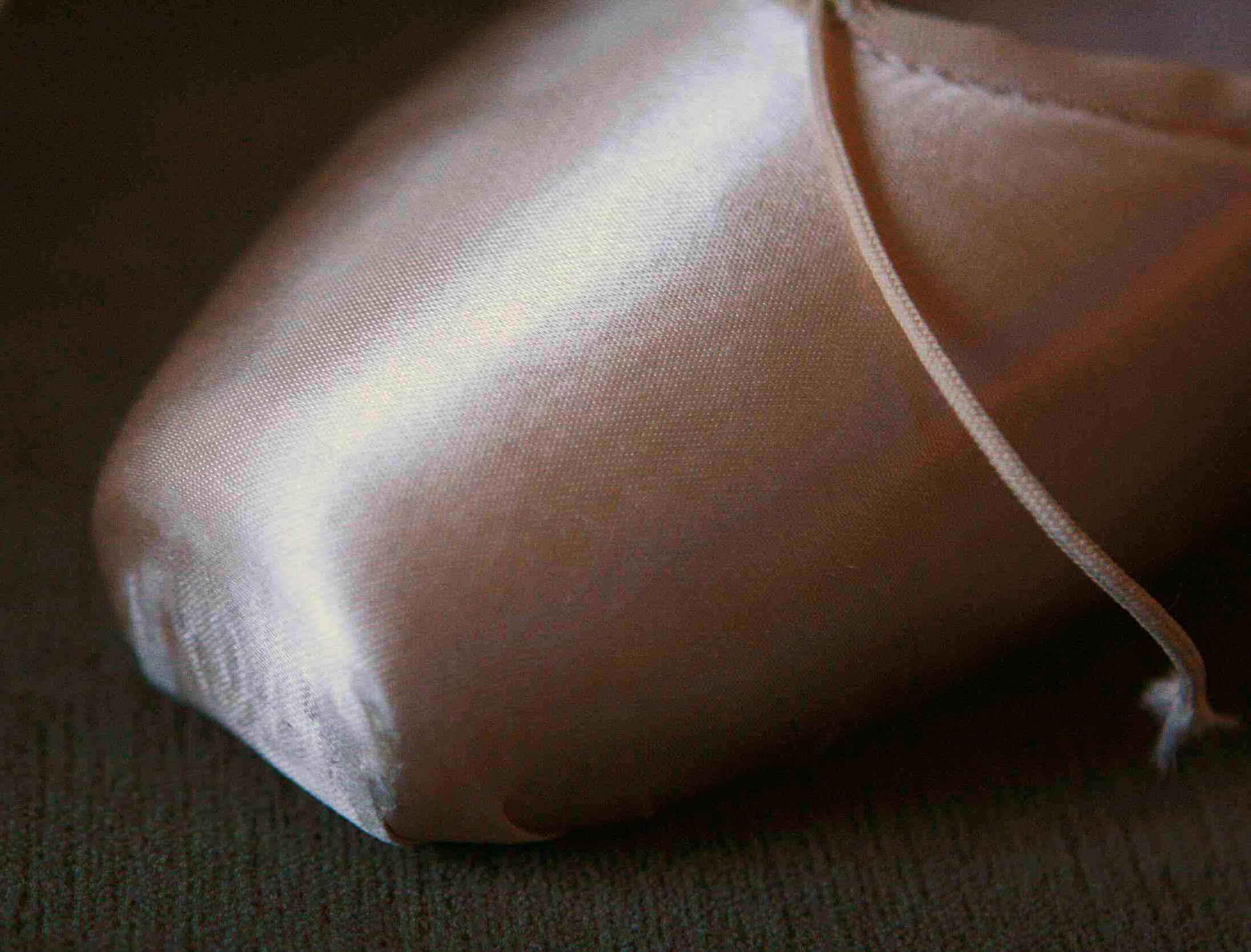
Box und Standfläche
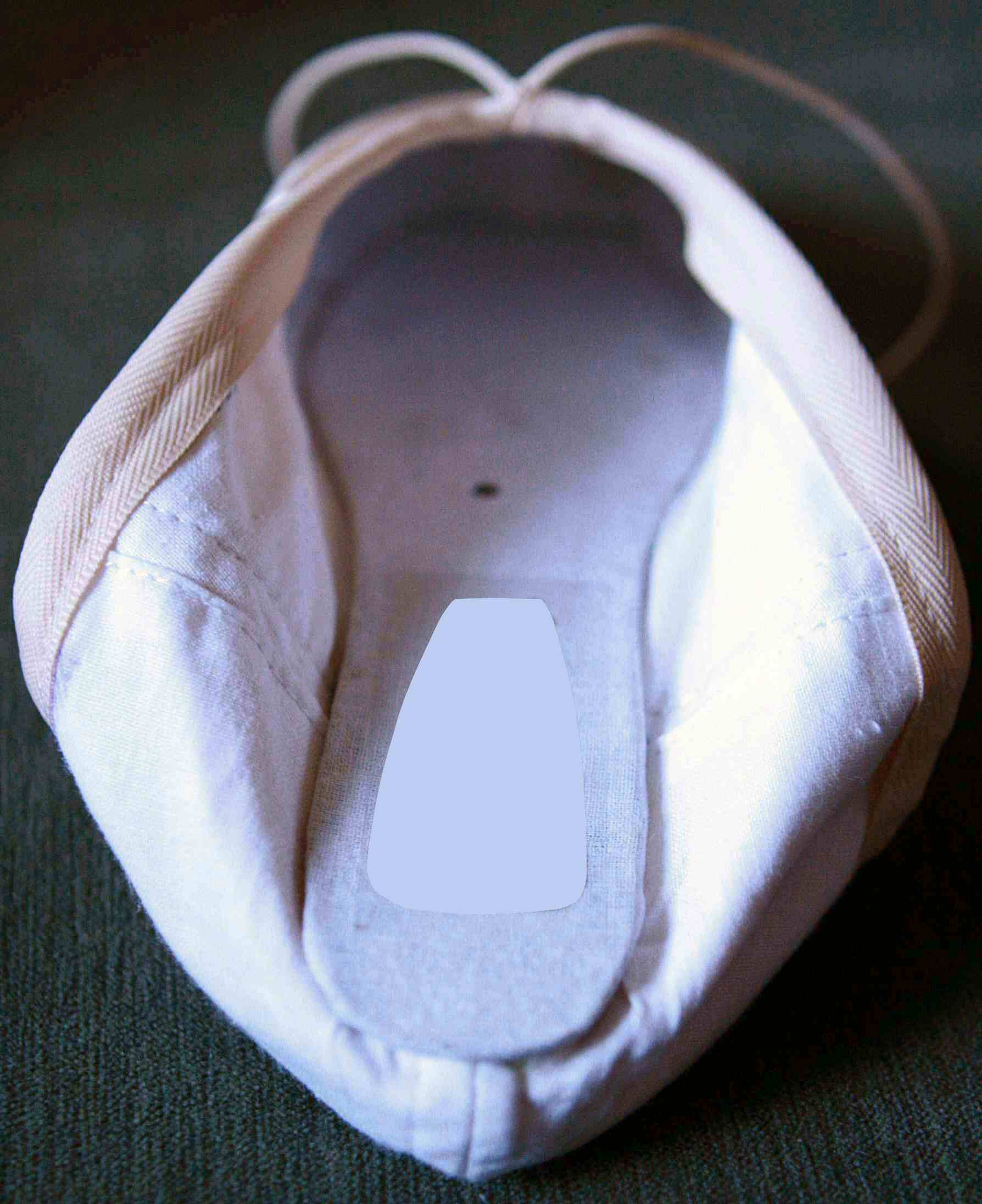
Blick in den Schuh
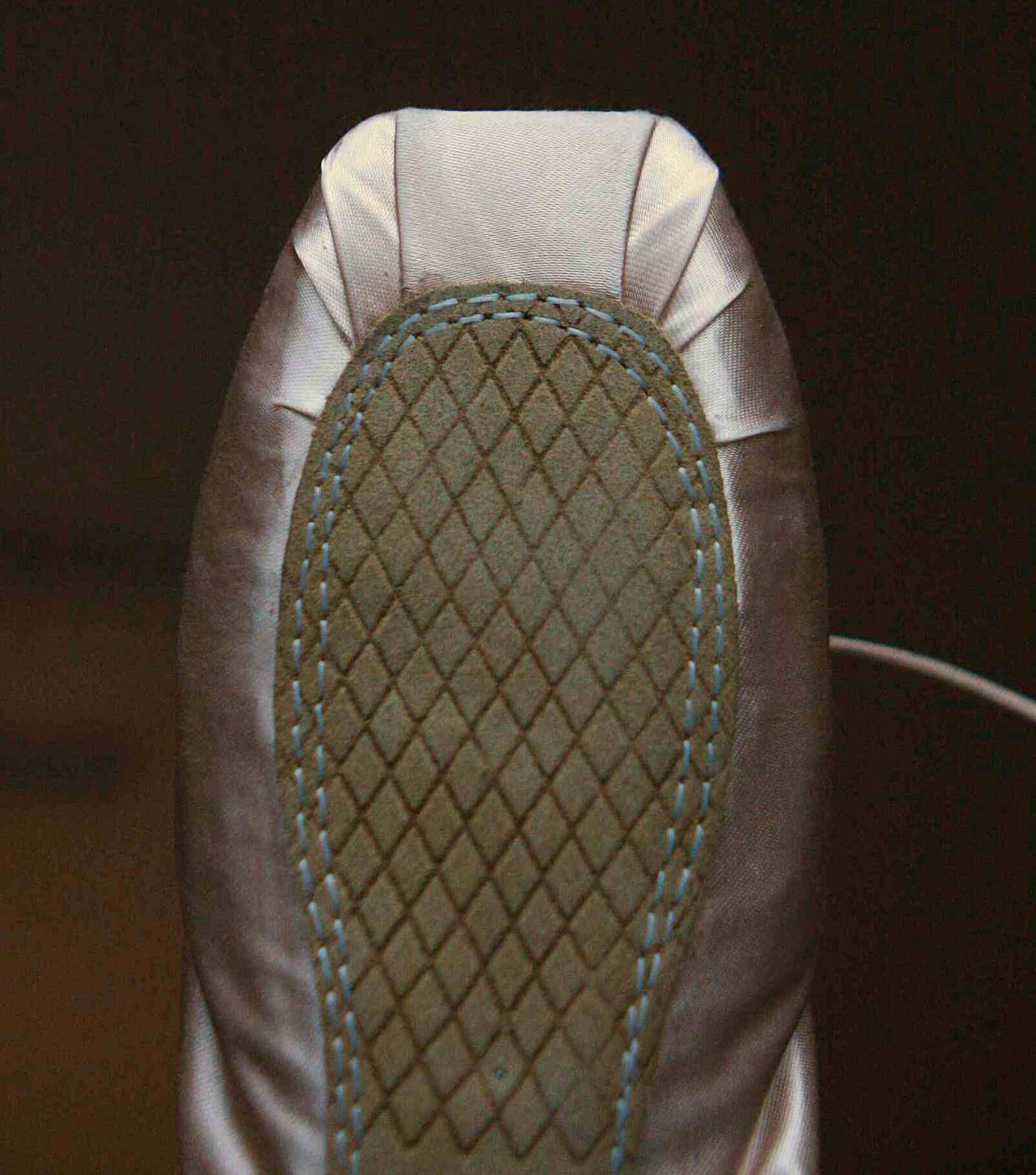
Außensohle

## Passform
Da jeder Fuß hinsichtlich Flexibilität, Form, Größe, Kraft und Proportionen individuell verschieden ist, müssen Spitzenschuhe ebenso individuell ausgewählt werden. Aufgrund des enormen Verletzungsrisikos, das schlecht passende Spitzenschuhe bergen, ist ein Anprobieren verschiedener Modelle und eine fachkundige Beratung im Fachgeschäft vor Ort (genannt (pointe shoe) fitting) unabdingbar, insbesondere für Anfänger. Keinesfalls dürfen einfach beliebige Spitzenschuhe ohne Anprobe verwendet werden, da dies schlimmstenfalls zu bleibenden Schäden am Bewegungsapparat führen kann.
Spitzenschuhe müssen, um ein sicheres Tanzen zu ermöglichen, perfekt an den Fuß passen und dürfen auf keinen Fall zu groß, zu klein, zu eng oder zu weit sein. Der Fuß muss darin auf Spitze gerade stehen, ohne zur Seite zu kippen, dabei eng genug sitzen, damit die Trägerin nicht einsinkt, aber weit genug, damit die Zehen nicht übereinander liegen. Selbige müssen zudem gerade liegen und dürfen nicht abgeknickt sein. Darüber hinaus sollte sich der Fuß für einen festen Stand über den höchsten Punkt des Spanns („über die Box“) hinauswölben können.
Leichte bis mittelstarke dumpfe und drückende Schmerzen sind beim Spitzentanz normal, besonders in der Anfangsphase. Bei starken oder stechenden Schmerzen, insbesondere im Bereich des Vorfußes oder der Achillessehne, sollten jedoch ein anderes Schuhmodell bzw. andere Accessoires gewählt werden. Da sich der Fuß durch den Spitzentanz verändert, sind bei vielen Tänzerinnen regelmäßig neue Fittings erforderlich, bei Anfängern mitunter schon nach wenigen Wochen. Auch können die Füße einer Tänzerin sich so stark voneinander unterscheiden, dass sie zwei unterschiedliche Schuhmodelle oder verschiedene Größen benötigt. Ein schlecht passender Spitzenschuh kann jedoch auch durch die zahlreichen Prozeduren, denen sie vor dem Gebrauch von ihren Trägerinnen meist unterzogen werden, nicht passend gemacht werden.

## Vorbereitung der Schuhe und Zubehör
Spitzenschuhe werden traditionell mit Satinbändern am Knöchel befestigt, mittlerweile finden jedoch auch elastische Bänder zunehmende Verbreitung. Die Bänder müssen üblicherweise von der Tänzerin selbst angenäht werden. Teilweise werden sie vor Aufführungen an den Knoten vernäht, sodass sie sich nicht auf der Bühne öffnen können. Um den Halt am Fuß zu verbessern, werden oftmals zusätzliche Gummibänder angebracht, deren Anzahl und Position abhängig von der Fußform der Trägerin ist.
Meist werden neue Spitzenschuhe von ihren Trägerinnen einer Vielzahl von Prozeduren unterzogen, um sie an die individuellen Bedürfnisse anzupassen. Dazu zählen das Bearbeiten der Box mit einem Hammer, das Brechen der Sohle, eine Verstärkung bestimmter Stellen mit Klebstoff oder das Sticken eines Kranzes um die Standfläche. Der Fantasie sind dabei keine Grenzen gesetzt. Die zwingende Notwendigkeit einer sehr umfassenden Individualisierung kann jedoch auch ein Zeichen für schlecht passende Schuhe sein.
Im Handel werden zahlreiche Accessoires angeboten, die das Tanzen auf Spitze weniger schmerzhaft machen und Verletzungen vorbeugen sollen. So gibt es u. a. Zehenpolster, sogenannte Schoner, durch die sich der Druck besser verteilt, Schutzkappen und Abstandhalter für die Zehen, Zehentape zur Vermeidung von Blasenbildung und Hautabschürfungen oder auch Lederflicken für die Standfläche, die das Ausrutschen auf Spitze verhindern sollen. Mitunter kommen auch Watte und diverse andere (zweckentfremdete) Produkte zum Einsatz.

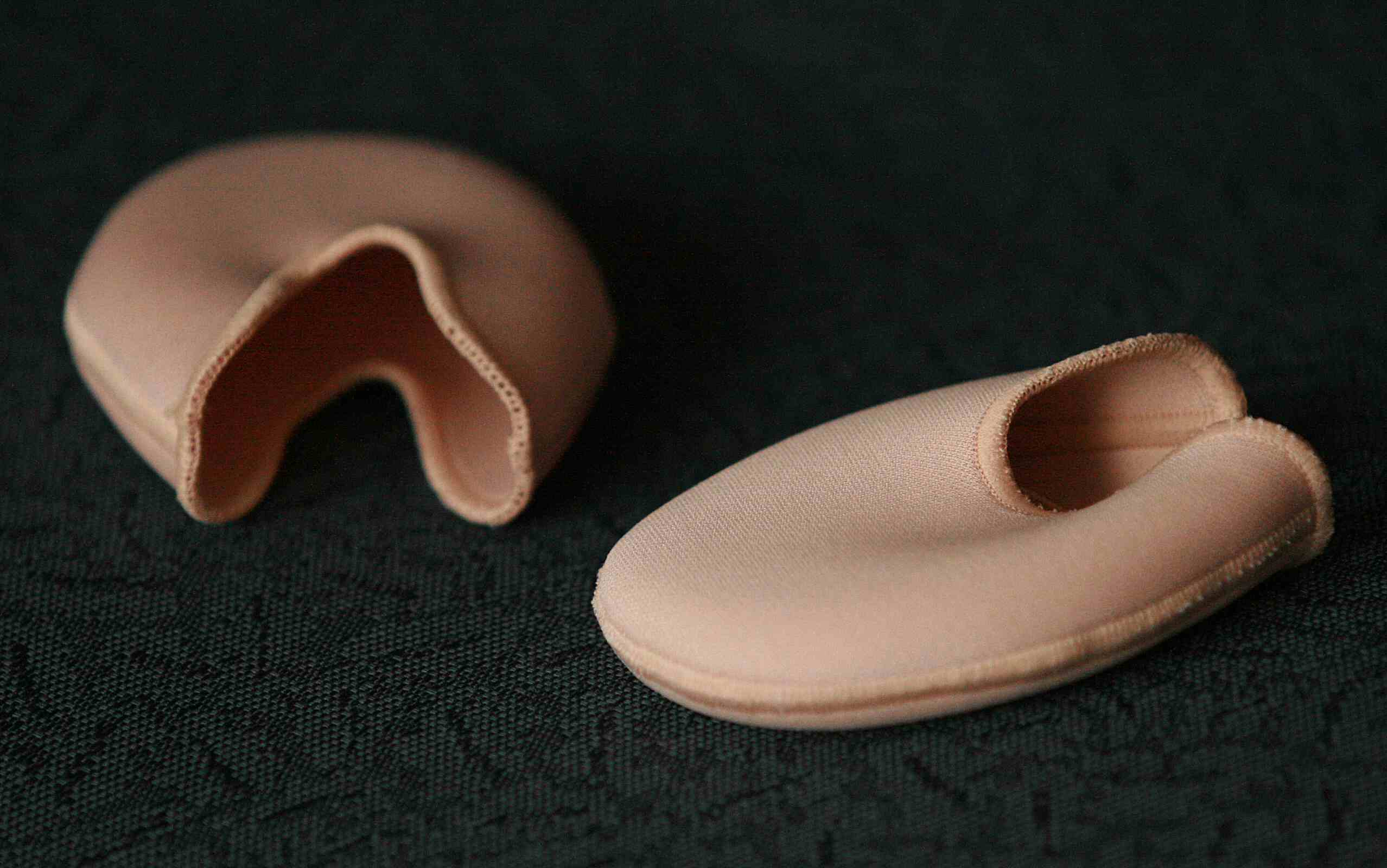
Zehenschoner
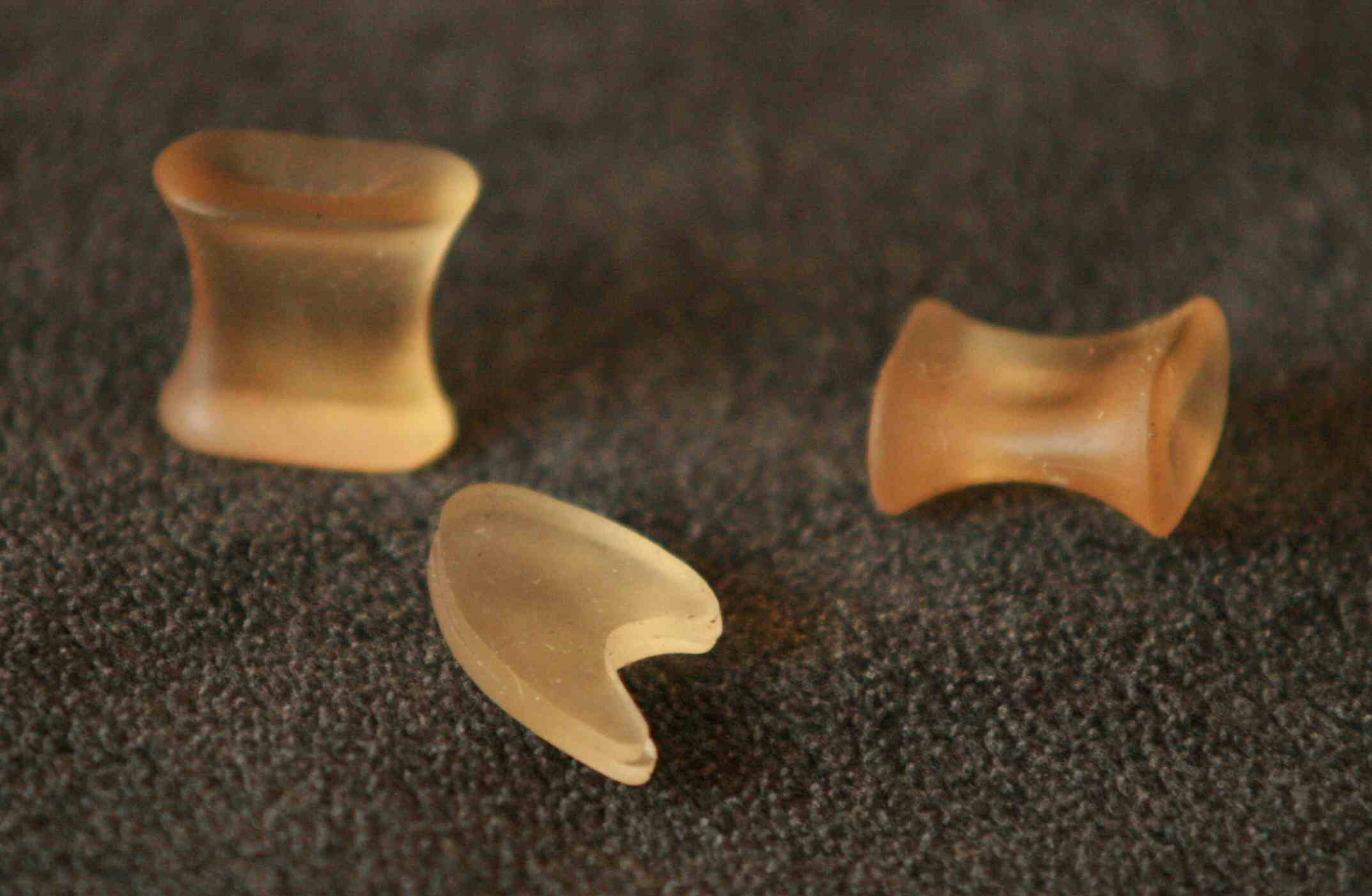
Zehentrenner für verschiedene Zehen
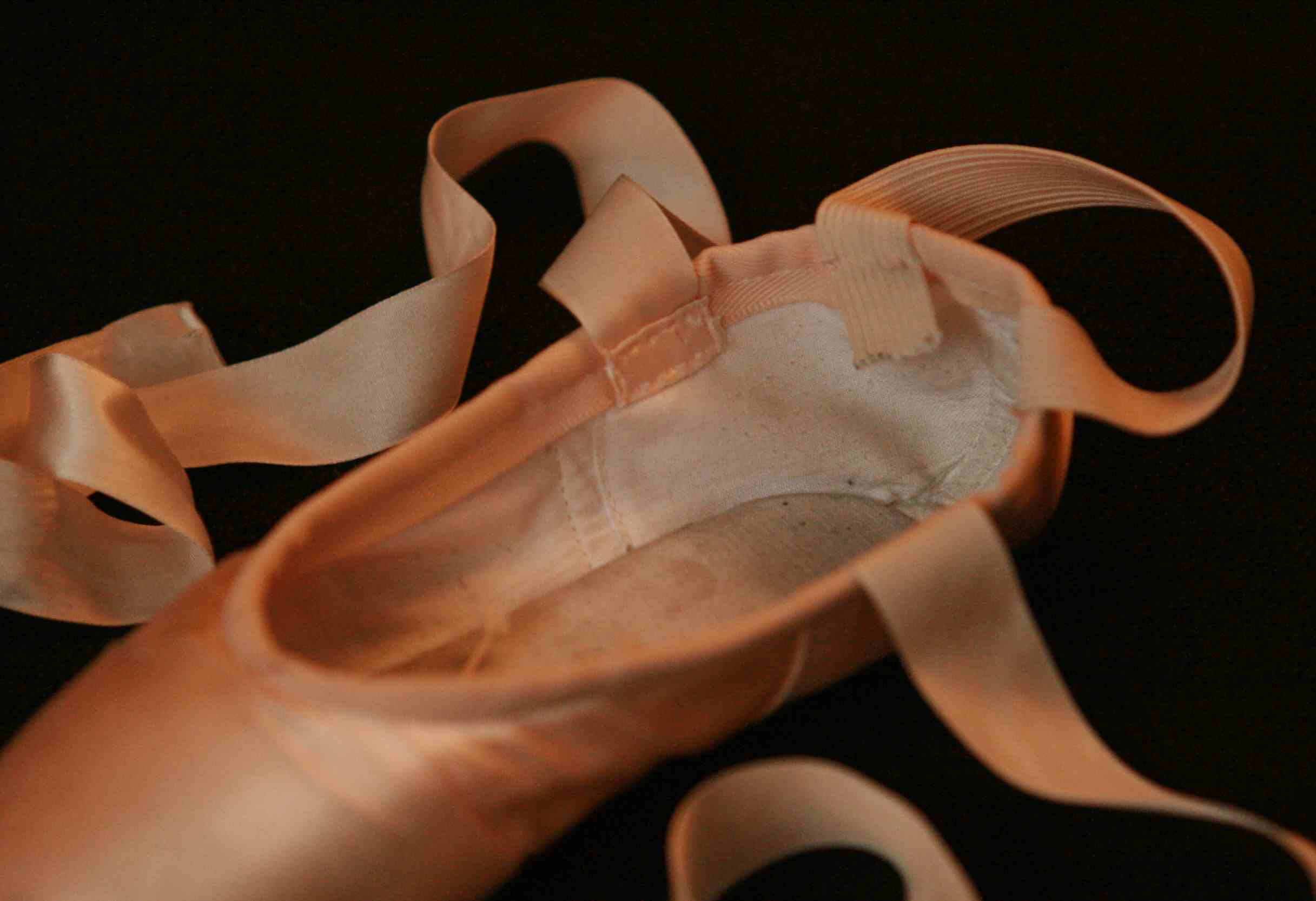
Satinbänder und Gummiband für besseren Halt

## Gesundheitliche Risiken

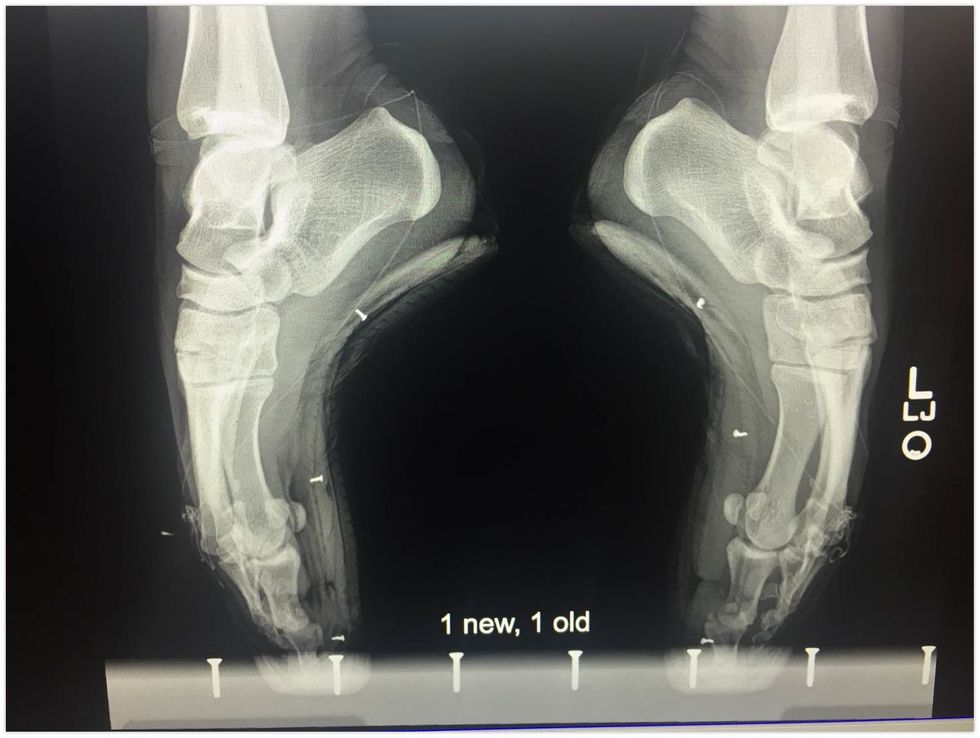
Tänzerin auf Spitze, links mit neuem, rechts mit altem Spitzenschuh: Die Knochen des rechten Fußes befinden sich deutlich außer der Reihe.

Das Tanzen auf Spitze stellt eine massive Belastung für den Bewegungsapparat dar und kann zu zahlreichen Verletzungen führen. Die Hauptursachen dafür sind Über- bzw. Fehlbelastung aufgrund schlecht passender Schuhe, falscher Tanztechnik und/oder Unerfahrenheit. Um das Verletzungsrisiko so gering wie möglich zu halten, sollte vor Beginn des Spitzentrainings mehrere Jahre intensiv die grundlegende Technik des Balletts unter fachkundiger Anleitung trainiert und die notwendige Kraft aufgebaut werden. Keinesfalls sollten sich Laien ohne Vorkenntnisse und in Eigenregie an den Spitzentanz wagen. Wann genau eine Tänzerin bereit dafür ist, muss individuell bestimmt werden. Meist wird ein Mindestalter von etwa 12 Jahren angegeben, manche sind jedoch erst im späten Teenageralter weit genug entwickelt. Für jüngere Kinder ist Spitzentanz abzulehnen, da sich die noch weichen Kinderknochen unter der Belastung verformen können.
Besonders gefährlich sind schlecht passende oder abgenutzte („tote“) Spitzenschuhe, da diese den Fuß nicht angemessen stützen können, was zu Fehl- und Überlastung führt und die Wahrscheinlichkeit des Umknickens deutlich erhöht. Dies kann infolge der unnatürlichen Haltung beim Spitzentanz leicht zu Bänderrissen, Frakturen und diversen Muskelverletzungen führen. Weitere für den Spitzentanz typische Verletzungen sind Entzündungen und Reizungen von Sehnen und Faszien (v. a. Plantarfasziitis, Achillodynie und Extensor Tendinitis), Neuralgien, Ermüdungsbrüche, Verstauchungen der Knöchel und andere Gelenkschäden. Bei entsprechender genetischer Veranlagung, schlecht passenden bzw. abgenutzten Spitzenschuhen und/oder falsch gewählten Accessoires kann Spitzentanz zudem die Entstehung von Ballen- oder Hammerzehen sowie eines Hallux rigidus begünstigen.

## Sonstiges

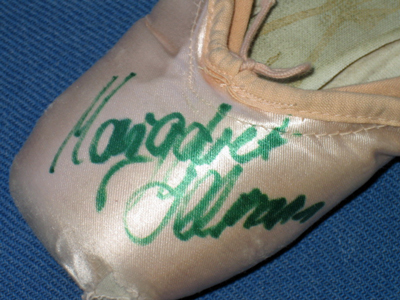
Signierte Spitzenschuhe der früheren Solotänzerin des Wiener Staatsopernballetts, Margaret Illmann

Oft signieren bekannte Balletttänzerinnen ihre getragenen Spitzenschuhe für ihre Fans. 
Der Spitzentanz ist nach wie vor fast ausschließlich den Frauen vorbehalten. Männer auf Spitze sind eine Seltenheit und meist nur in Travestierollen zu sehen.

## Historische Spitzenschuhe in Museen
- von Fanny Elßler – Landesmuseum Eisenstadt (Burgenland/Österreich)
- von Lucile Grahn – Deutsches Tanzarchiv Köln (Abb.)
- von Marie Taglioni – Bibliothek der Pariser Oper